# Паліція
«Паліція», або «Полісс» (фр. Polisse) — французька кримінальна драма режисерки Майвенн Ле Беско 2011 року. Світова прем'єра фільму відбулася 13 травня 2011 року на під час показу в основній конкурсній програмі 64-го Каннського кінофестивалю, де він виборов Приз журі. Стрічку було номіновано у 13-ти категоріях на отримання премії «Сезар», у двох з яких вона отримала перемогу .

## Сюжет
Фільм, засновано на реальних випадках з поліцейської практики, розповідає про будні паризького Відділу з захисту дітей. Сексуальне насильство, жорстоке поводження, примус до праці, дитяча проституція — далеко не вичерпний перелік злочинів, з якими доводиться щодня мати справу співробітникам відділу. Така робота залишає свій негативний відбиток на душевному стані поліцейських та їх взаєминах, породжує сімейні проблеми. Мелісса, фотограф міністерства внутрішніх справ, приєднується до поліцейської бригади для зняття фоторепортажу про їх роботу.

## В ролях
| Карін Віар         | … | Надін          |
| Джої Старр         | … | Фред           |
| Марина Фоїс        | … | Іріс           |
| Ніколя Дювошель    | … | Матьє          |
| Майвенн            | … | Мелісса        |
| Ріккардо Скамарчо  | … | Франческо      |
| Кароль Роше        | … | Кріс           |
| Еммануель Берко    | … | Сью Еллен      |
| Фредерік П'єро     | … | Балу           |
| Арно Анріє         | … | Бамако         |
| Нейдра Айяді       | … | Нора           |
| Жеремі Елькайм     | … | Габріель       |
| Владимір Йорданофф | … | Бошар          |
| Ентоні Делон       | … | Алекс          |
| Лу Дуайон          | … | сестра Мелісси |

## Визнання
| Нагороди та номінації фільму Паліція | Нагороди та номінації фільму Паліція         | Нагороди та номінації фільму Паліція | Нагороди та номінації фільму Паліція               | Нагороди та номінації фільму Паліція | Нагороди та номінації фільму Паліція |
| Рік                                  | Нагорода                                     | Категорія                            | Номінант                                           | Результат                            |                                      |
| ------------------------------------ | -------------------------------------------- | ------------------------------------ | -------------------------------------------------- | ------------------------------------ | ------------------------------------ |
| 2011                                 | Стокгольмський кінофестиваль                 | Бронзовий кінь за найкращий фільм    | Паліція                                            | Номінація                            |                                      |
| 2011                                 | Каннський кінофестиваль                      | Золота пальмова гілка                | Паліція                                            | Номінація                            |                                      |
| 2011                                 | Каннський кінофестиваль                      | Приз журі                            | Майвенн                                            | Перемога                             |                                      |
| 2011                                 | Кінофестиваль «Сінеманія» (Монреаль, Канада) | Приз глядацьких симпатій             | Паліція                                            | Перемога                             |                                      |
| 2012                                 | Премія «Сезар»                               | Найкращий фільм                      | Ален Атталь (продюсер), Майвенн (режисер)          | Номінація                            |                                      |
| 2012                                 | Премія «Сезар»                               | Найкращий режисер                    | Майвенн                                            | Номінація                            |                                      |
| 2012                                 | Премія «Сезар»                               | Найкраща акторка                     | Марина Фоїс, Карін Віар                            | Номінація                            |                                      |
| 2012                                 | Премія «Сезар»                               | Найкраща чоловіча роль другого плану | Ніколя Дювошель                                    | Номінація                            |                                      |
| 2012                                 | Премія «Сезар»                               | Найкраща чоловіча роль другого плану | Джої Старр                                         | Номінація                            |                                      |
| 2012                                 | Премія «Сезар»                               | Найкраща чоловіча роль другого плану | Фредерік П'єро                                     | Номінація                            |                                      |
| 2012                                 | Премія «Сезар»                               | Найкраща жіноча роль другого плану   | Кароль Роше                                        | Номінація                            |                                      |
| 2012                                 | Премія «Сезар»                               | Найперспективніша молода акторка     | Нейдра Айяді                                       | Перемога                             |                                      |
| 2012                                 | Премія «Сезар»                               | Найкращий оригінальний сценарій      | Майвенн, Еммануель Берко                           | Номінація                            |                                      |
| 2012                                 | Премія «Сезар»                               | Найкраща операторська робота         | П'єр Айм                                           | Номінація                            |                                      |
| 2012                                 | Премія «Сезар»                               | Найкращий монтаж                     | Лор Гардетт, Янн Деде                              | Перемога                             |                                      |
| 2012                                 | Премія «Сезар»                               | Найкращий звук                       | Ніколя Провос, Рім Деббарх-Мунір, Еммануель Кросет | Номінація                            |                                      |
| 2012                                 | Премія «Люм'єр»                              | Найкращий режисер                    | Майвенн                                            | Перемога                             |                                      |
| 2012                                 | Премія «Люм'єр»                              | Найкращий актор                      | Джої Старр                                         | Номінація                            |                                      |
| 2012                                 | Премія «Люм'єр»                              | Найкраща акторка                     | Марина Фоїс, Карін Віар                            | Номінація                            |                                      |
| 2012                                 | Премія «Люм'єр»                              | Найкращий сценарій                   | Майвенн, Еммануель Берко                           | Номінація                            |                                      |
| 2012                                 | Кришталевий глобус                           | Найкращий фільм                      | Паліція                                            | Номінація                            |                                      |
| 2012                                 | Кришталевий глобус                           | Найкраща акторка                     | Карін Віар, Марина Фоїс                            | Перемога                             |                                      |